# Corrida de beneficencia
La Corrida de Beneficencia (Correguda de Beneficència), anomenada també Corrida Extraordinaria de la Beneficencia de Madrid (Correguda Extraordinària de la Beneficència de Madrid), és un festeig taurí celebrat anualment a Madrid (a la plaça de toros de Las Ventas) on la recaptació es dedica a la beneficència. Es tracta d'una de les poques corridas en què es presenta la Casa Reial espanyola, emprant llotges especials per a l'ocasió. És tradicional que se celebri al mes de juny, després de la Fira de Sant Isidre (és a dir, generalment després de les populars festes de Sant Isidre Llaurador).
La tradició es va iniciar quan, al segle xvii, amb motiu de les mancances financeres de l'Hospital General y de la Pasión i altres entitats de beneficència, el rei Felip IV va decidir que la recaptació de les celebracions taurines es donés íntegrament als hospitals. Aquesta donació es va mantenir fins a començaments del segle xix, quan es va reduir a l'actual Corrida Extraordinaria de La Beneficencia de Madrid.
Aquesta correguda se celebra a Madrid des de 1856.